# بيت باعر

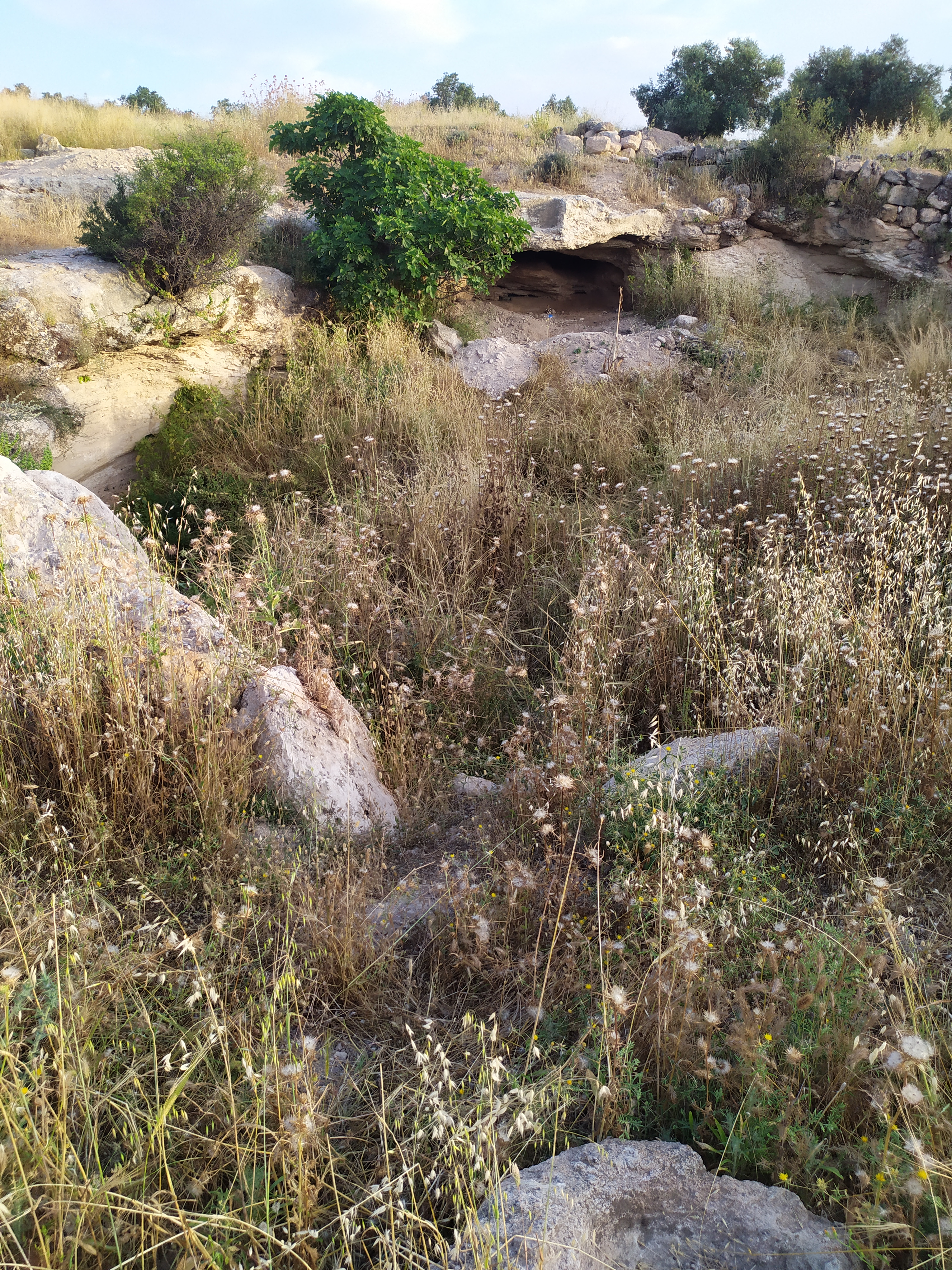
خربة بيت باعر بقايا وآثار

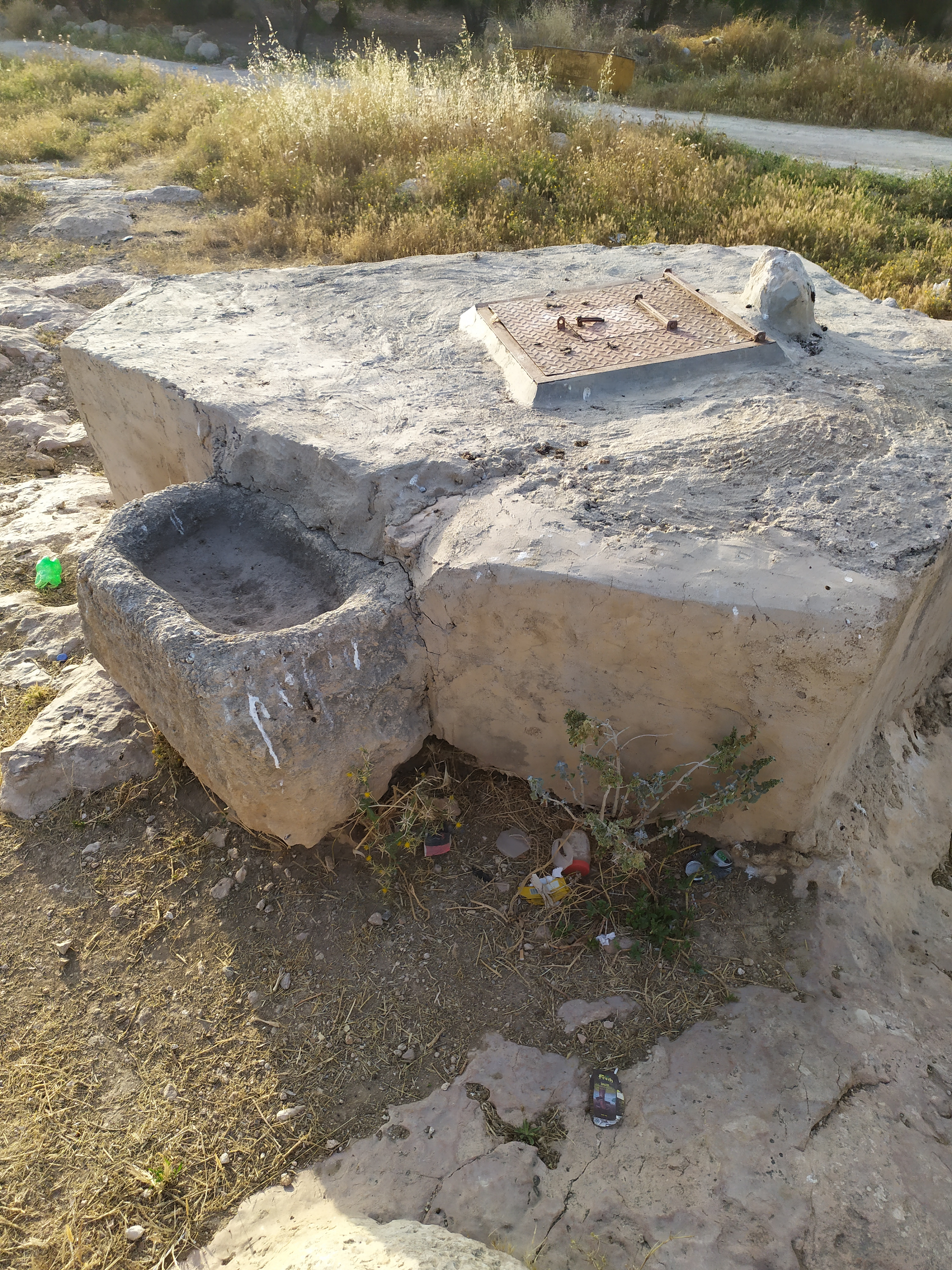
بيارة خربة بيت باعر، غرب مدينة دورا، الخليل، جنوب الضفة الغربية

بيت باعر إحدى خرب وقرى مدينة دورا المهجرة، جنوب الضفة الغربية، بمحافظة الخليل الفلسطينية، تقع غرب دورا وعلى خط الهدنة عام 1948، وبالقرب من الجدار العازل، وتبعد عن مدينة الخليل نحو 20 كيلومتر، وعن بلدة بيت عوا نحو 2 كيلومتر، وعن قرية السيميا حوالي 3 كليومتر.

## الجغرافيا
يحدها من الشمال أراضي فرجاس والكوم والقصتين، ومن الجنوب أراضي بيت عوا، ومن الشرق أراضي خلة الفول وخلة حريبي وأراضي قرية السيميا، ومن الغرب أراضي أبرقة وأم الميس وأراضي الدوايمة.

## الارتفاع والمناخ
ترتفع عن سطح البحر حوالي 350 متر، وهي منطقة شبه ساحلية ومنخفضة مقارنة مع مدينة دورا التي ترتفع حوالي 900 متر.

## السكان
خالية من السكان، وهي عبارة عن بقايا أطلال وآثار، وأصبحت تنتشر المباني والمساكن في أراضيها الواسعة.

## الأرض والزراعة
أراضيها تقع ضمن الحوض الطبيعي لأراضي مدينة دورا رقم (29)، وبها آبار مياه كثيرة ومنها ما زال يستخدم لغاية الآن، تضم أراضي سهلية خصبة واسعة تمتد إلى أراضي الكوم وبيت عوا والسيميا، وإلى مناطق خلة الفول وخلة حريبي وخلة عشبور، تزرع جميع المحاصيل والأشجار المثمرة في أراضيها، في الربيع يرتادها الزوار من جميع القرى المجاورة نظراً لجمال الطبيعية فيها.

## المواقع الأثرية
مقامة على أنقاض مباني وآثار وكهوف وآبار قديمة، آثارها تعود لحقب تاريخية عديدة تزيد عن 5000 عام، بها بقايا جدران مهدمة، ومغارات وكهوف وحجارة معصرة وطاحونة، وما زالت آثارها شاهدة لغاية الآن.

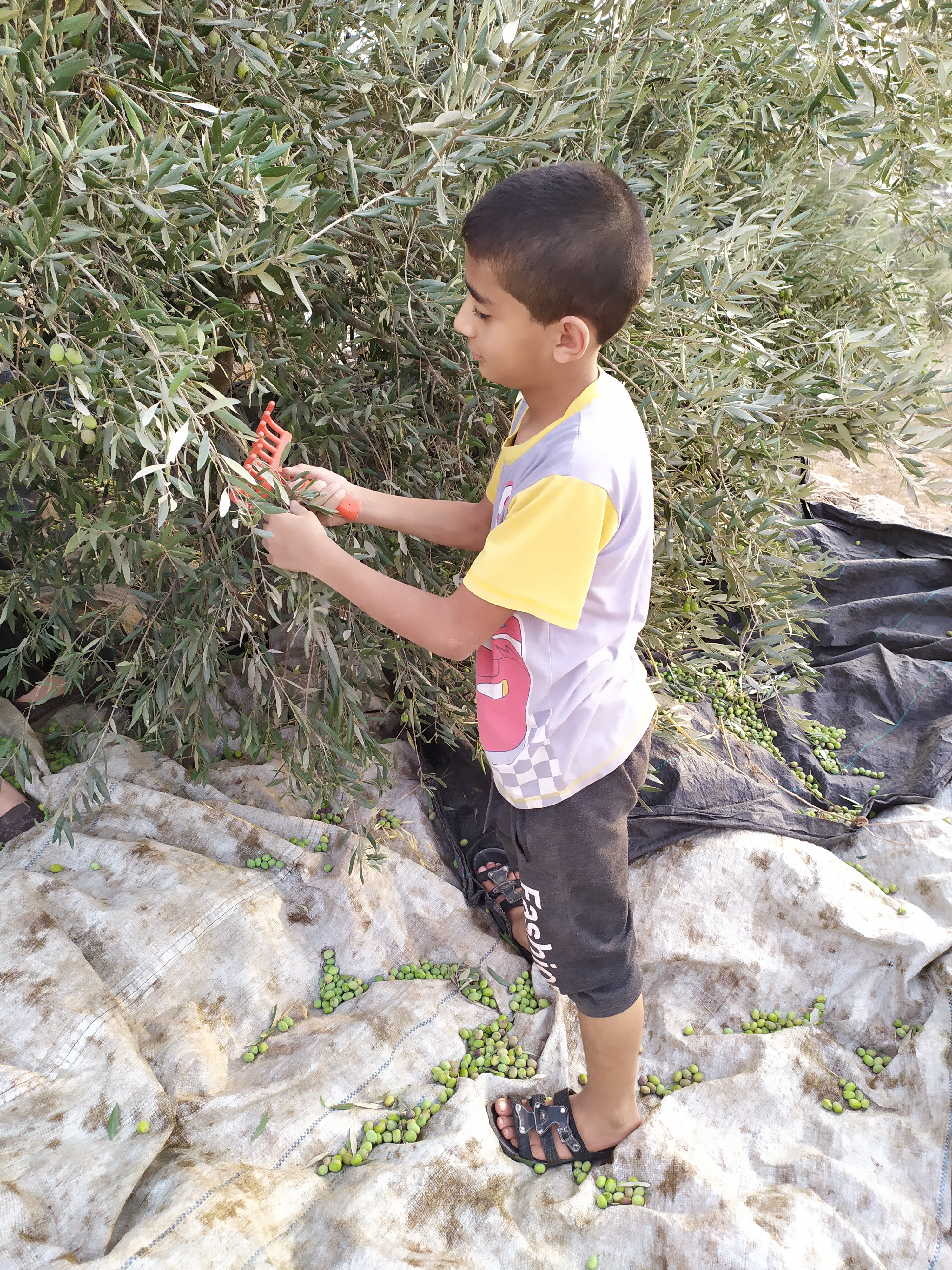
موسم قطف ثمار أشجار الزيتون، في خلة حريبي - خلة الفول، غرب مدينة دورا بمحافظة الخليل الفلسطينية

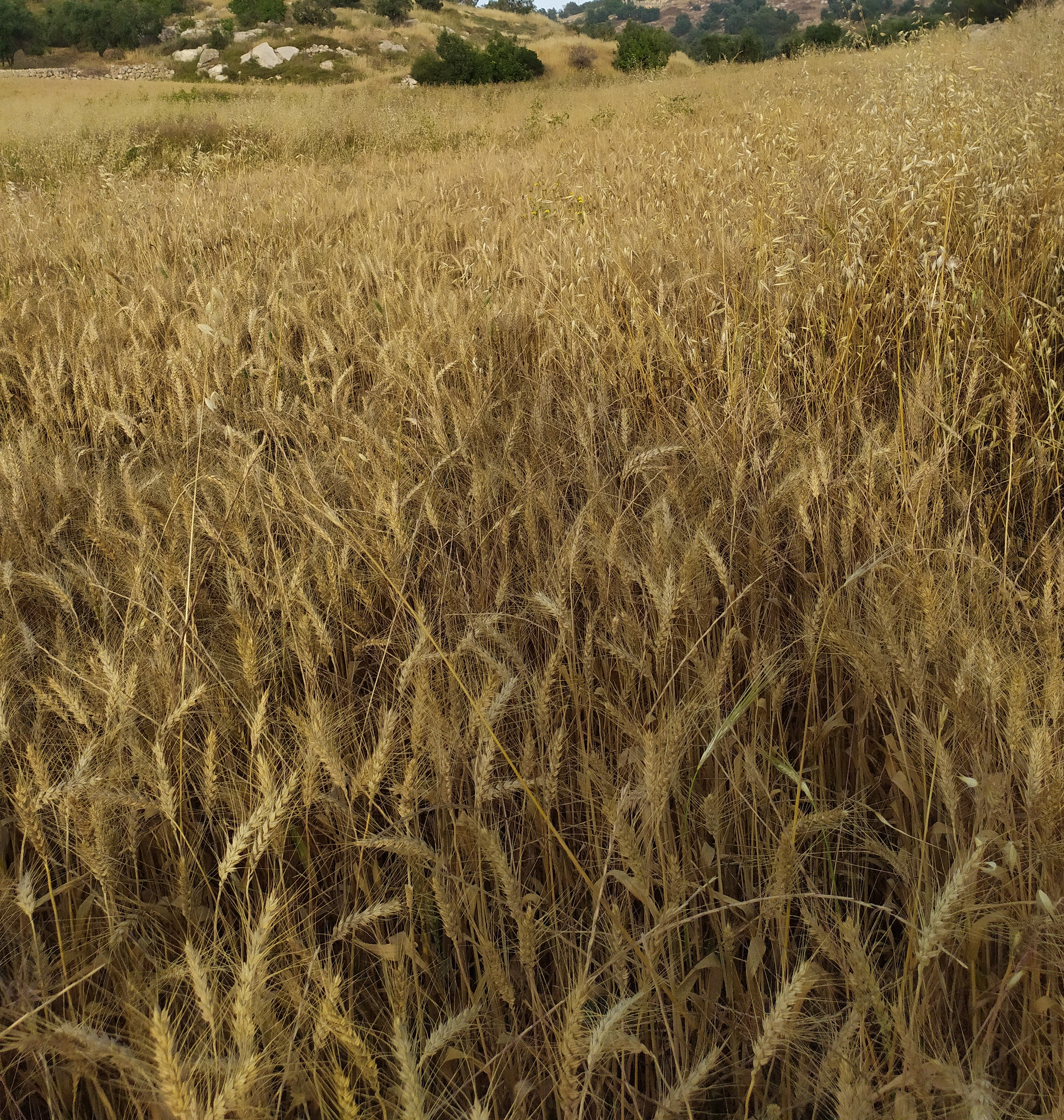
محصول القمح في بيت باعر جنوب الضفة الغربية

يقع بالقرب من بيت باعر منطقة خلة الفول - خلة حريبي، وهي منطقة زراعية خصبة مزروعة بأشجار الزيتون، وآثرية تحولت حديثاً بفعل التوسع العمراني إلى مساكن، آثارها كنعانية أُطلق عليها قديما اسم «جبل القعاقير» JEBEL EL QAAQIR.